# ホンダ エアロ

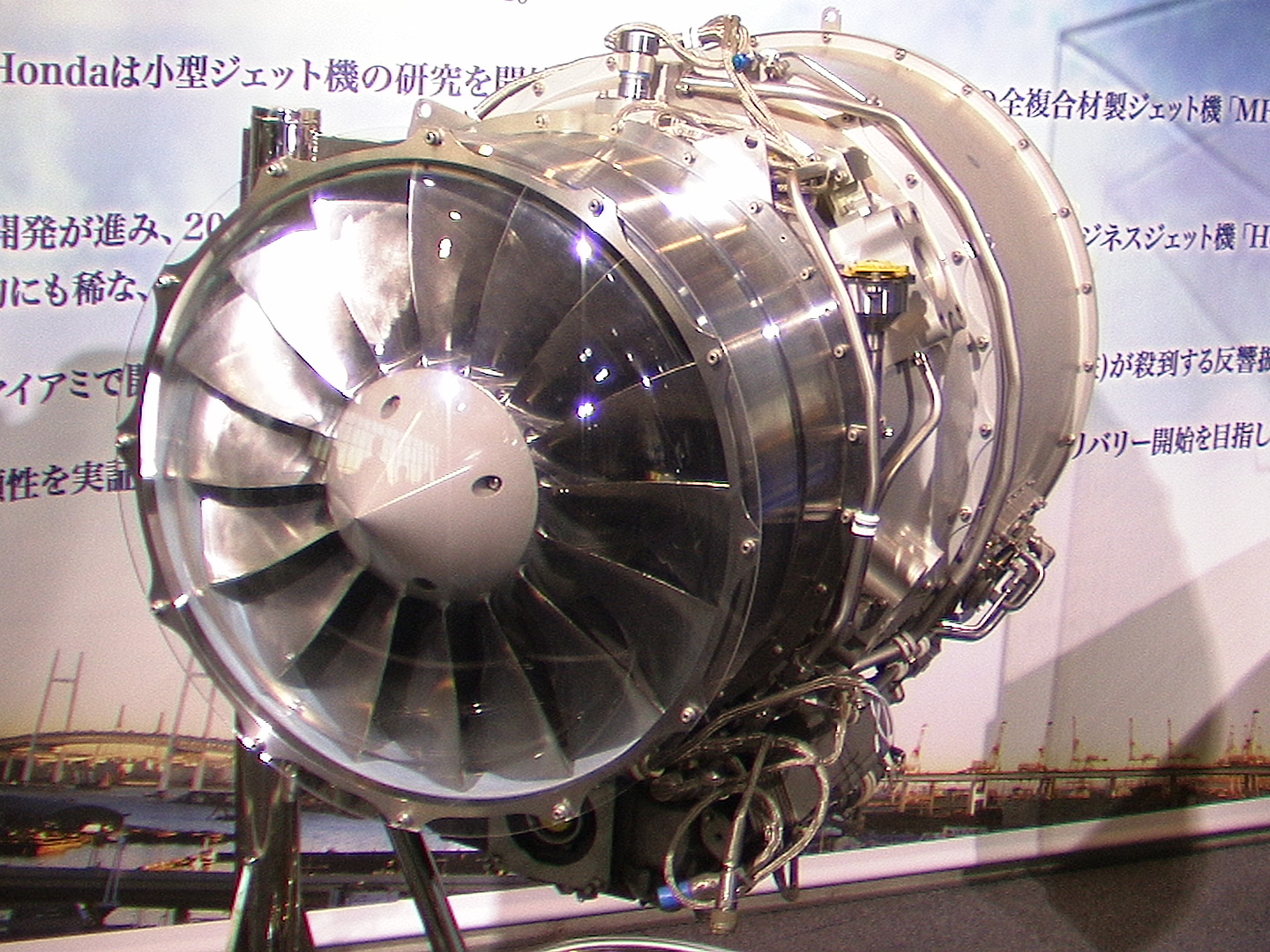
HF120

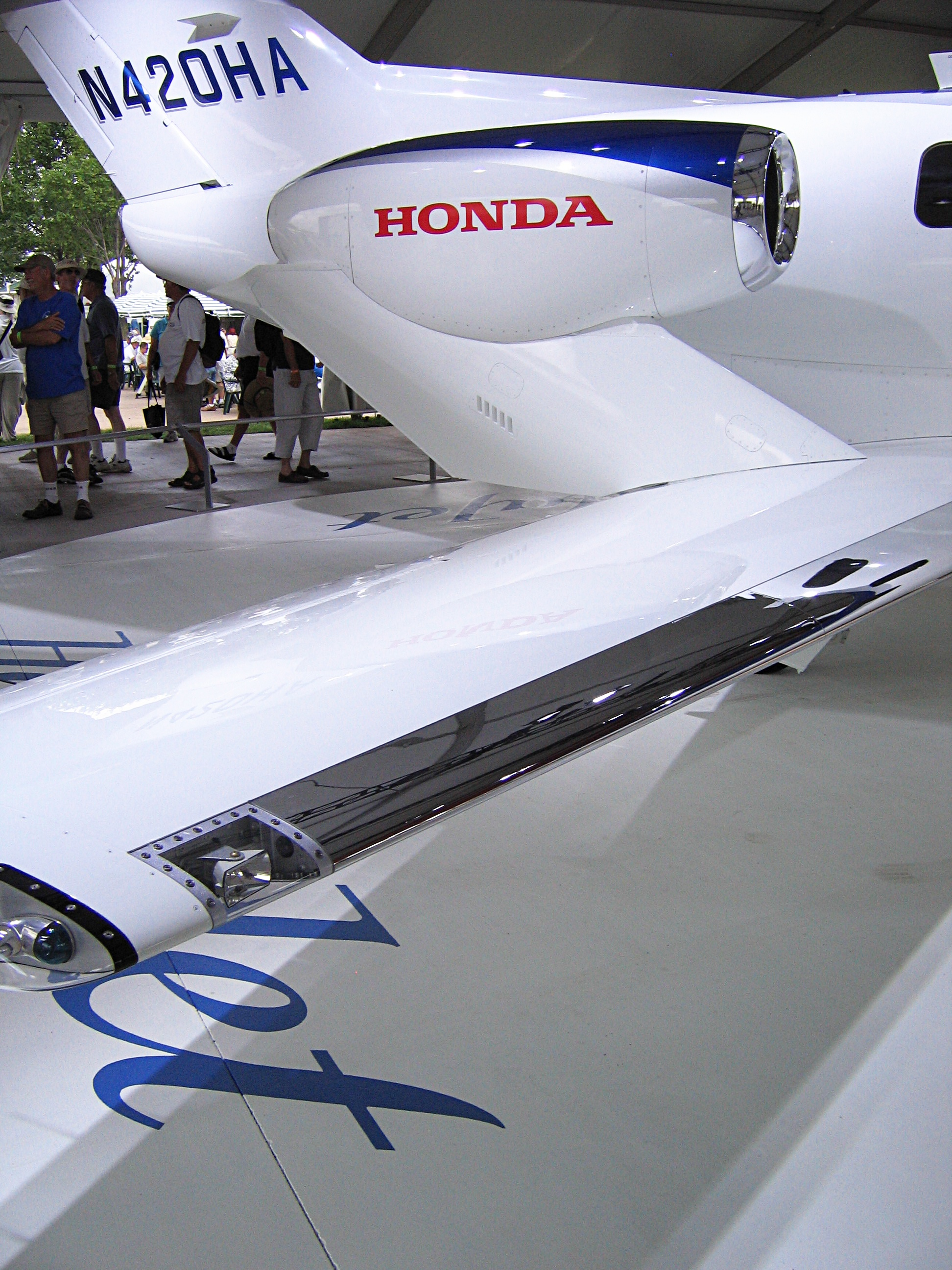
HF120

ホンダ エアロ（Honda Aero, Inc.、略称：HAI）はノースカロライナ州バーリントンのバーリントン＝アラマンス地域空港を拠点とする本田技研工業（ホンダ）の子会社である。

## 概要
バーリントンの施設は(ホンダ エアロとGEアビエーションの合弁事業である)GE ホンダ エアロ エンジンズ LLCによって開発、販売されるGE ホンダ HF120ターボファンエンジンの製造を行う。ホンダによって投資される施設の費用は2700万ドルで同社の北アメリカでの投資総額は90億ドル以上である。GE ホンダ エアロ エンジン HF120の量産を開始予定である。
企業スローガンは、ホンダのグローバルスローガンでもある『The Power of Dreams』。

## 製品
GE ホンダ エアロ エンジン HF120
ビジネスジェットの次の先進的な動力はHF120である。
GEとホンダの両社の経験と技術的蓄積により生まれた新型のHF120ターボファンはGE ホンダ エアロ エンジンを先進的なビジネスジェット機の動力にする。概念段階から実現に至るまでHF120は将来のビジネスジェット機に必要な要素を満たすべく明確に認識され定義された目標を伴って開発された。
軽量で高出力。大幅な高効率化のために単純化された。
スピナーから排気ノズルまでHF120は技術革新が統合され優雅な技術が盛り込まれ単純化されている。重量の低減と最先端の3次元空気力学的設計を導入した構成要素は最適化された出力で著しい高効率を目的として設計された。
高流量、広翼弦長ブレードと先進的な素材のような特徴を伴うHF120はこのクラスにおいて最高水準の推力重量比をもたらす。それにより積載重量が増え、航続距離が増し、運行経費が下がる。より扱い易く、分解整備を減らす。
さらにHF120は定期的な整備の必要性を大幅に減らし、分解整備間隔は5000時間で高温区画の点検においてエンジンを開く必要は無い。競合機と比較してHF120は典型的なビジネスジェットエンジンより40%長い滞空が期待される。
GE ホンダ HF120 ターボファンの歴史
- 1962年にガスタービン研究室が発足した[1]。
- 1971年にガスタービン搭載車を試作、その後、オイルショックの影響などで燃費の劣るガスタービンの開発は一時中断する。
- 1986年に本田技研工業は和光基礎技術研究センターで航空機用ジェットエンジンの研究を開始した[1]。
- 1987年8月に二重反転式ターボプロップの2.5Xの開発に着手
- 1989年5月に2.5Xが完成
- 1991年に従来の二重反転式ターボプロップから通常のターボファンに路線変更[2]
- 1992年にHFX01開発に着手[1]
- 1995年にHFX01が完成、アメリカのモハーヴェ砂漠で飛行試験するが、再点火せずに失敗[2]
- 1996年にHFX20が完成
- 1998年4月にはHF118-2の開発に着手
- 2000年6月にHF118-1が完成
- 2002年にHF118-2が完成
- 2003年にホンダジェットが初飛行に成功[2]HF118は2003年に初飛行した本田で開発されたホンダジェットの試作機の動力で全試験期間中連続して飛行した。
- 2004年7月 - 本田の航空機エンジンの事業を管理するためのホンダの新しい子会社のホンダ エアロ Inc. (HAI)が設立された。
- 2004年10月 - ホンダ エアロ Inc.と GE は推力が1,000から3,500ポンドのGE ホンダ HF120エンジンの型式認証、販売、生産設備の構築と整備を目的としてGE ホンダ エアロ エンジンズ, LLC, を出資比率 50-50 の合弁事業として設立した。
- 2005年7月28日 - ホンダジェットが「EAA エアベンチャー・オシュコシュ」で初めて一般公開された。
- 2006年10月16日 - GE ホンダ エアロ エンジンズは 推力を増強したHF118の後継機であるHF120 エンジンをフロリダ州オーランドのNational Business Aviation Association (NBAA)コンベンション会場で先進的なホンダジェットの製造会社であるホンダ エアクラフト社とスペクトラム S-40 フリーダムジェットを製造するスペクトラム・エアロノーティカルからまとまった数量のエンジンを受注した事を発表した。
- 2007年7月17日 - ホンダ エアロはノースカロライナ州バーリントンに本社とジェットエンジンの製造工場を設立してGE ホンダ HF120ターボファンエンジンの量産を開始する計画を発表した。
- 2009年10月19日 - 最初のGE ホンダ HF120エンジンがオハイオ州EvendaleのGEアビエーションの高高度試験装置で最初の試験運転に成功した。
- 2013年5月20日 - GE ホンダ エアロ エンジンは本日、連邦航空局(FAA)からHF120 エンジンの認証試験が近いことの通達を受けたと発表した。過去6ヶ月間で HF120 エンジンは横風試験と150時間の耐久試験を通過した。最終試験は中型の鳥の吸い込み試験で7月に完了する予定だった。認証用の書類の95%以上がFAAに送られ、84%以上が既に受諾された。
- 2013年12月13日 - アメリカ連邦航空局 (FAA) は第33認証を GE ホンダ エアロ エンジンの HF120 ターボファンエンジンに与えこの完全に新型のターボファンエンジンは量産段階に入った。HF120 エンジンの型式認証は地上と飛行試験で13基のエンジンが充当された。認証計画の期間中 HF120 エンジンは 14,000 サイクル以上と9,000時間以上の試験を実施した。組み立ては現在は初期の生産を担当するマサチューセッツ州LynnのGEの工場で行う。次の年からノースカロライナ州バーリントンのホンダ エアロ社の施設に移す予定である。